# Mirapinna esau
Mirapinna esau (Syn.: Procetichthys kreffti, Paxton, 1989) ist ein ursprünglich nur durch ein einziges gefangenes Exemplar bekannter Knochenfisch aus der Ordnung der Schleimkopfartigen (Beryciformes). Das 5,5 Zentimeter lange Typusexemplar wurde nahe der Meeresoberfläche im Atlantik nördlich der Azoren gefangen. Mirapinna esau ist ein Tiefseefisch, der als ausgewachsener Fisch bathypelagisch in Tiefen bis zu 2200 Metern lebt.

## Merkmale
Mirapinna esau hat einen langgestreckten, schuppenlosen Körper, der dicht mit kurzen, haarigen Auswüchsen bedeckt ist. Die Funktion der Auswüchse ist unbekannt. Sie sind mit Drüsenzellen versehen und könnten der Feindabwehr dienen oder mechanische oder chemische Reize wahrnehmen. Die Bauchflossen von Mirapinna esau sind flügelartig vergrößert, können von oben nach unten schlagen und sitzen direkt hinter dem Kopf. Die Brustflossen sind klein und stehen weit oben am Rumpf, hinter den Bauchflossen. Die Schwanzflosse ist zweigeteilt, die obere und die untere Hälfte überlappen sich in der Mitte. Die Flossenstrahlen der Bauchflossen und der Schwanzflosse sind weit über den Rand der Flossenmembran verlängert. Eine Schwimmblase ist nicht vorhanden. Das Typusexemplar von Mirapinna esau wurde für ein Jungtier gehalten.
Erst 2008 kam heraus, dass es sich bei dem 1989 beschriebene walkopfartigen Meeresfisch Procetichthys kreffti um die ausgewachsenen Weibchen von Mirapinna esau handelt, bzw. Mirapinna esau ein postlarvales Jungfischstadium von Procetichthys kreffti ist. Da Mirapinna esau der älteste verfügbare Name der Art ist, ist er nach dem Prioritätsprinzip der Internationalen Regeln für die Zoologische Nomenklatur der gültige Name der Art.
Flossenformel der ausgewachsenen Tiere: Dorsale 0/14, Anale 0/13.